# Magia (nummer van Álvaro Soler)
Magia is een single van de Duits-Spaanse zanger Alvaro Soler. Het nummer kwam uit op 5 maart 2021 en is de eerste single van zijn derde studioalbum Magia uitgebracht op 9 juli 2021. Het werd geschreven door Alexander Zuckowski, Simon Triebel, Jakke Erixson en Alvaro Soler zelf.

## Videoclip
De videoclip van Magia werd gelanceerd op Alvaro Soler's officiële Youtube kanaal Alvaro Soler Vevo op 5 maart 2021. De scenes, waarin Alvaro in een jungle verschijnt, werden opgenomen in de overdekte tropische, botanische tuin Biosphäre in Potsdam.

## Hitnoteringen
| Hitlijst (2021)                   | Hoogste positie |
| --------------------------------- | --------------- |
| Polen (ZPAV)                      | 13              |
| Slovenië (SloTop50)               | 19              |
| Duitsland (Musikmarkt Top 100)    | 28              |
| Oostenrijk (Ö3 Austria Top 40)    | 21              |
| Zwitserland (Schweizer Hitparade) | 29              |
| België (Ultratop 50 Vlaanderen)   | 18              |
| Italië (FIMI)                     | 57              |
| Kroatië (Airplay Radio Chart 100) | 78              |
| Slowakije (Rádio Top 100)         | 9               |
| Spanje (PROMUSICAE)               | 100             |

## RIAA-Certificaties
| Land                | Certificatie |
| ------------------- | ------------ |
| Italië (FIMI)       | Goud         |
| Spanje (PROMUSICAE) | Goud         |
| Duitsland (BVMI)    | Goud         |
| Oostenrijk (IFPI)   | Goud         |